# 派利亞科
40°4′S 72°53′W / 40.067°S 72.883°W

派利亞科（西班牙語：Paillaco），是智利的城鎮，位於該國中南部河大區的瓦爾迪維亞省，始建於1934年10月18日，面積896.0平方公里，海拔高度68米，2012年人口19,088人，人口密度每平方公里21人。